# Cranachan

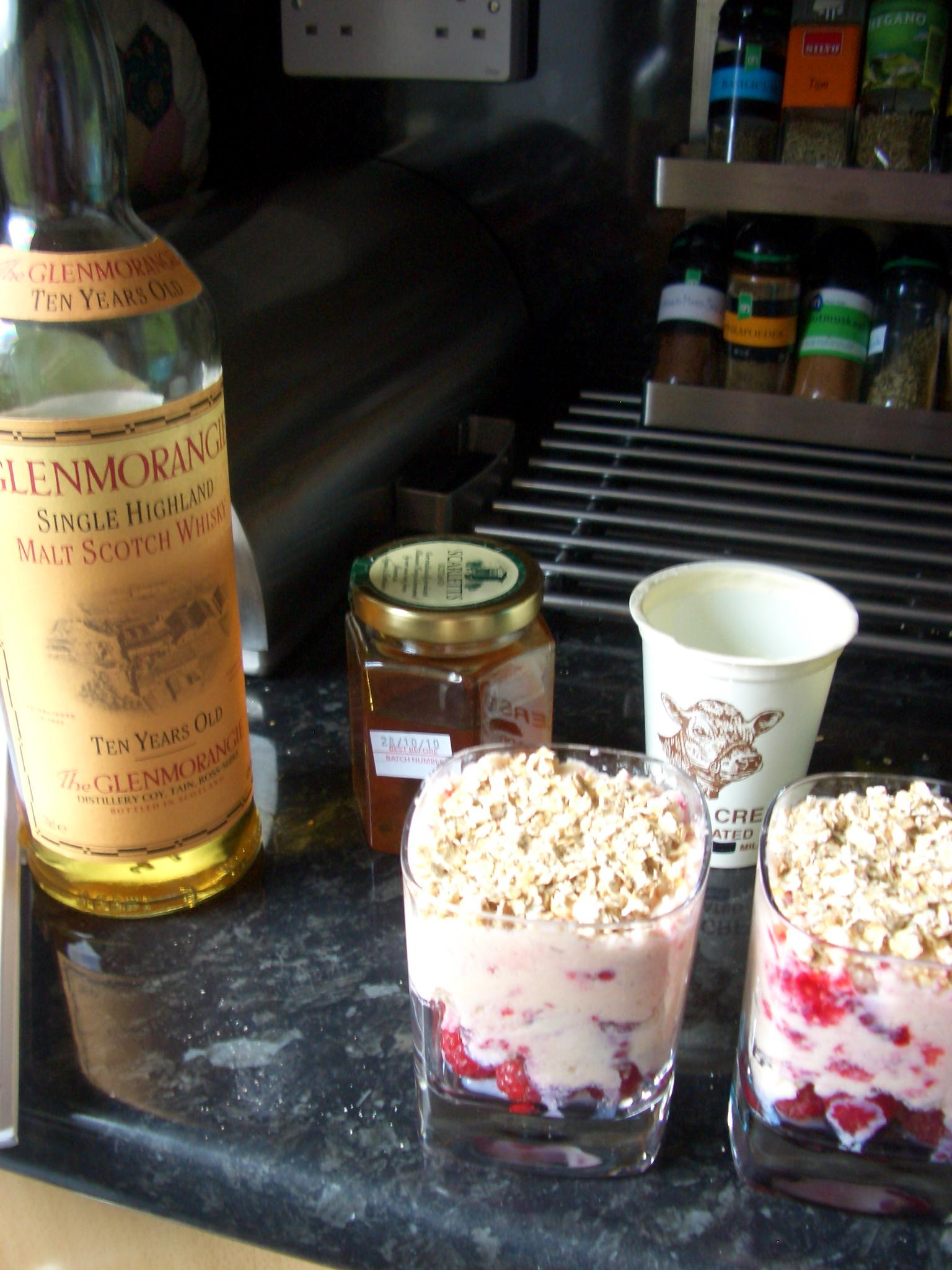
Cranachan.

O Cranachan é uma sobremesa tradicional da Escócia.
Atualmente é feita de uma mistura de nata batida (a receita original é com queijo crowdie), whisky, mel e framboesas frescas.
Antigamente, foi uma comida de verão, no tempo das framboesas. Hoje é servido nos casamentos e eventos especiais.